# گژگوژ نواک (روور)
گژگوژ نواک (انگلیسی: Grzegorz Nowak؛ زادهٔ ۱ نوامبر ۱۹۵۴) قایقران روئینگ اهل لهستان است.